# Robert Cecil, 1:e earl av Salisbury
Robert Cecil, 1:e viscount Cranborne, 1:e earl av Salisbury, född 1 juni 1563 i London, död 24 maj 1612 i Marlborough i Wiltshire, var en engelsk statsman, son till William Cecil, 1:e baron Burghley. 
Cecil hade ärvt mycket av sin fars administrativa duglighet och statsmannabegåvning och gjorde, efter en omsorgsfull diplomatisk utbildning genom utländska resor, 1589 sitt inträde i parlamentet. Han blev 1591 tjänstgörande statssekreterare, adlad och medlem av Privy council samt 1596 formligen utnämnd till Elisabets statssekreterare. Efter faderns död 1598 var Cecil hennes ledande minister, tidtals emellertid ställd i skuggan genom gunstlingen Essex, vilken vid sitt fall 1601 av gammal rivalitet drevs att söka störta även Cecil i fördärvet genom beskyllningar för spanska ränker. 
Cecil underhöll under Elisabets sista år regelbunden hemlig förbindelse med kung Jakob i Skottland och skyndade efter drottningens död att genom Jakobs proklamering som engelsk kung förhindra alla tronintriger. Jakob visade sin tacksamhet genom att upphöja honom till baron Cecil 1603, viscount Cranborne 1604 och earl av Salisbury 1605. Till sin död hade Cecil större delen av administrationen i sin hand.
Från 1608 hade han som storskattmästare även högsta ledningen av finansväsendet; trots konungens slöseri och hovgunstlingarnas snikenhet lyckades han hålla rikets drätsel i god ordning. Cecil uppgick helt i sitt statsmannavärv. Mer än en gång dignade han under den oerhörda arbetsbördan, från 1611 var han utnött och hopplöst sjuk. Cecil påbörjade anläggandet av släktens ståtliga stamslott, Hatfield House.